# Лонсени Фалль, Франсуа
Франсуа Лонсени Фалль (фр. François Louceny Fall; род. 21 апреля 1949, Канкан, Гвинея) — гвинейский государственный и политический деятель, премьер-министр Гвинеи в 2004 году.

## Политическая карьера
Фалль был назначен премьер-министром 23 февраля 2004 года. Всего через два месяца Фалль ушёл с поста премьер-министра 30 апреля, заявив, что президент Лансана Конте не позволит ему попытаться исправить экономику. До июля 2004 года существовали некоторые споры относительно того, действительно ли он покинул свой пост.
В мае 2005 года Генеральный секретарь ООН Кофи Аннан назначил Фалля Специальным представителем в Сомали. С момента своего назначения до середины 2005 года основной задачей Фалля было убедить и помочь конкурирующим сомалийским командирам сложить оружие, урегулировать свои разногласия и восстановить национальное правительство в стране, в которой его не было с 1992 года. 21 февраля 2017 года Фалль был назначен Генеральным секретарём Антониу Гутерришем Специальным представителем в Центральной Африке.
Лонсени Фалль был кандидатом в первом туре президентских выборов 2010 года. Во втором раунде он поддержал Альфу Конде. Конде выиграл во втором раунде; вскоре после того, как принял присягу в качестве президента, 23 декабря 2010 года он назначил Лонсени Фалля генеральным секретарём президентства. Лонсени Фалль проработал на этом посту почти два года; затем 5 октября 2012 года он был назначен в правительство государственным министром иностранных дел и по делам гвинейцев за границей.